# Aaron S. Merrill
Aaron Stanton Merrill (26 mars 1890 - 28 février 1961) également connu sous le nom de Tip Merrill, est un contre-amiral américain pendant la Seconde Guerre mondiale qui a dirigé les forces navales américaines pendant la campagne des îles Salomon.

## Carrière militaire

### 1912 - 1939
Après avoir obtenu son diplôme de l'Académie navale d'Annapolis en 1912, Merrill sert pendant plusieurs années en mer Méditerranée. Il est affecté sur le destroyer Aylwin (DD-47), basé à Plymouth, en Angleterre, pendant les derniers mois de la Première Guerre mondiale. En 1919, il commande le patrouilleur Harvard (SP-209), basé à Harwich, en Angleterre. 
Merrill retourne en Méditerranée à la fin de 1919 avec le grade de lieutenant-commandant, pour servir dans l'état-major du contre-amiral Mark Lambert Bristol (en), haut-commissaire des États-Unis en Turquie et commandant des forces navales des États-Unis en Méditerranée orientale. En 1925, il commande la canonnière Elcano (PG-38), effectuant des patrouilles sur le fleuve Yangtze. 
Après deux ans à l'Office of Naval Intelligence à Washington DC, il reçoit en juin 1929 le commandement du destroyer Williamson (DD-244) . Après trois ans en mer, il est promu commandant, et passe une autre année au Bureau du renseignement naval, puis est assistant du secrétaire adjoint de la Marine, Henry L. Roosevelt. 
En juin 1935, Merrill est affecté sur le croiseur lourd Pensacola (CA-24), et reçoit l'Ordre de la Couronne du gouvernement belge, après avoir ramené à Anvers Paul May, l'ambassadeur de Belgique aux États-Unis. 
À partir de juin 1936, il commande la 8e division de destroyers, le Barry (DD-248) étant le navire amiral. Il sert ensuite pendant un an comme attaché naval à l'ambassade américaine à Santiago, au Chili, à partir de mai 1937. Au cours de sa période, il navigue beaucoup avec la marine chilienne, devenant le premier étranger à contourner le cap Horn avec un navire de guerre chilien. Pour ses services, il est décoré de l'Ordre du mérite chilien. En 1938-1939, Merrill achève un cours supérieur au Naval War College de Newport (Rhode Island), avant d'être promu capitaine. En 1939-1940, il commande une division de destroyers dans le Pacifique avec le Somers (DD-381) comme navire amiral. 

### Seconde Guerre mondiale
Merrill est professeur de sciences navales et de tactique à l'Université Tulane, jusqu'à ce qu'il reçoive le commandement du cuirassé Indiana (BB-58) en avril 1942. Après avoir été promu contre-amiral en janvier 1943, Merrill diriger une force opérationnelle de croiseurs-destroyers participant à la bataille de Guadalcanal et gagnera plus tard une distinction lors de la campagne de Bougainville à la bataille de la baie de l'Impératrice-Augusta, défendant avec succès les forces terrestres contre un assaut des Japonais dans une bataille de nuit durement livrée. En mars 1943, lors de la campagne des îles Salomon, il montre avec efficacité l'utilité du radar contre les forces navales ennemies lors de la bataille du détroit de Blackett. Merrill, commandant la Task Force 68, engage et détruit deux destroyers japonais Murasame et Minegumo, en utilisant uniquement le contrôle de tir radar. Pour ses efforts, il est décoré à la fois la Legion of Merit et la Navy Cross. 
En tant que directeur du bureau des relations publiques du département de la Marine du 15 juin 1944 au 23 avril 1945, Merrill se joint à une délégation diplomatique pour rencontrer des membres du gouvernement chilien pour discuter des politiques de défense mutuelle à Santiago, au Chili. Pendant sa présence, les efforts de Merrill pour établir une mission navale américaine au Chili à la place de l'ancienne présence britannique lui a valu le titre de grand officier de l'Ordre du mérite du Chili. 

### Après-guerre
En juin 1946, après avoir brièvement servi pendant plusieurs mois en tant que commandant du huitième district naval de La Nouvelle-Orléans, en Louisiane, Merrill assume le commandement du Sea Frontier (en) en restant à ce poste jusqu'à sa retraite en novembre 1947, en étant promu vice-amiral. 
Déménageant d'abord à Natchez, au Mississippi, puis à La Nouvelle-Orléans après sa retraite, Merrill vivra avec sa femme jusqu'à sa mort le 28 février 1961. 

## Vie privée
Aaron S. Merrill est né le 26 mars 1890 à Brandon Hall dans le comté d'Adams, au Mississippi, de Dunbar Surget Merrill et Charlotte Brandon Stanton. Son deuxième arrière-grand-père était Gerard Brandon (en), l'un des premiers gouverneurs du Mississippi. Son grand-père, Ayres Phillips Merrill, a également été ministre américain en Belgique. 
Il a hérité du surnom de « Tip » de son arrière-grand-père, qui a obtenu le surnom après avoir combattu dans la bataille de Tippecanoe. Son père, Aaron Stanton, un soldat confédéré, était également connu sous le nom de « Tip ». 
Merrill a épousé Louise Gautier Witherbee, originaire de New York, le 28 janvier 1922 ; ils sont restés ensemble jusqu'à leur mort respective en 1961 et 1967. 

## Décorations et récompenses
- Navy Cross
- Legion of Merit
- Mexican Service Medal
- World War I Victory Medal avec star
- Yangtze Service Medal
- American Defense Service Medal avec agrafe FLEET
- American Campaign Medal
- Asiatic-Pacific Campaign Medal avec quatre battle stars
- World War II Victory Medal
- Commandant, Ordre de la Couronne (Belgique)
- Grand officier, Ordre du Mérite (Chili)